# Mosquée du sultan Ibrahim
Pour les articles homonymes, voir Ibrahim (homonymie).
La mosquée Ibrahim Han (grec moderne : Τζαμί του Ιμπραήμ Χαν; turc : İbrahim Han Camii), également connue sous le nom de mosquée du sultan Ibrahim (grec moderne : Τζαμί του Σουλτάνου Ιμπραήμ), est une mosquée ottomane historique située dans la ville de Réthymnon, sur l'île de Crète, dans le sud de la Grèce. Situé au sein de l'ancienne forteresse de Réthymnon, l'édifice est initialement construit en tant qu'église par les Vénitiens, puis convertie en mosquée à la suite de la conquête de l'île par les Ottomans. Aujourd'hui, le monument sert de centre d'exposition.

## Histoire

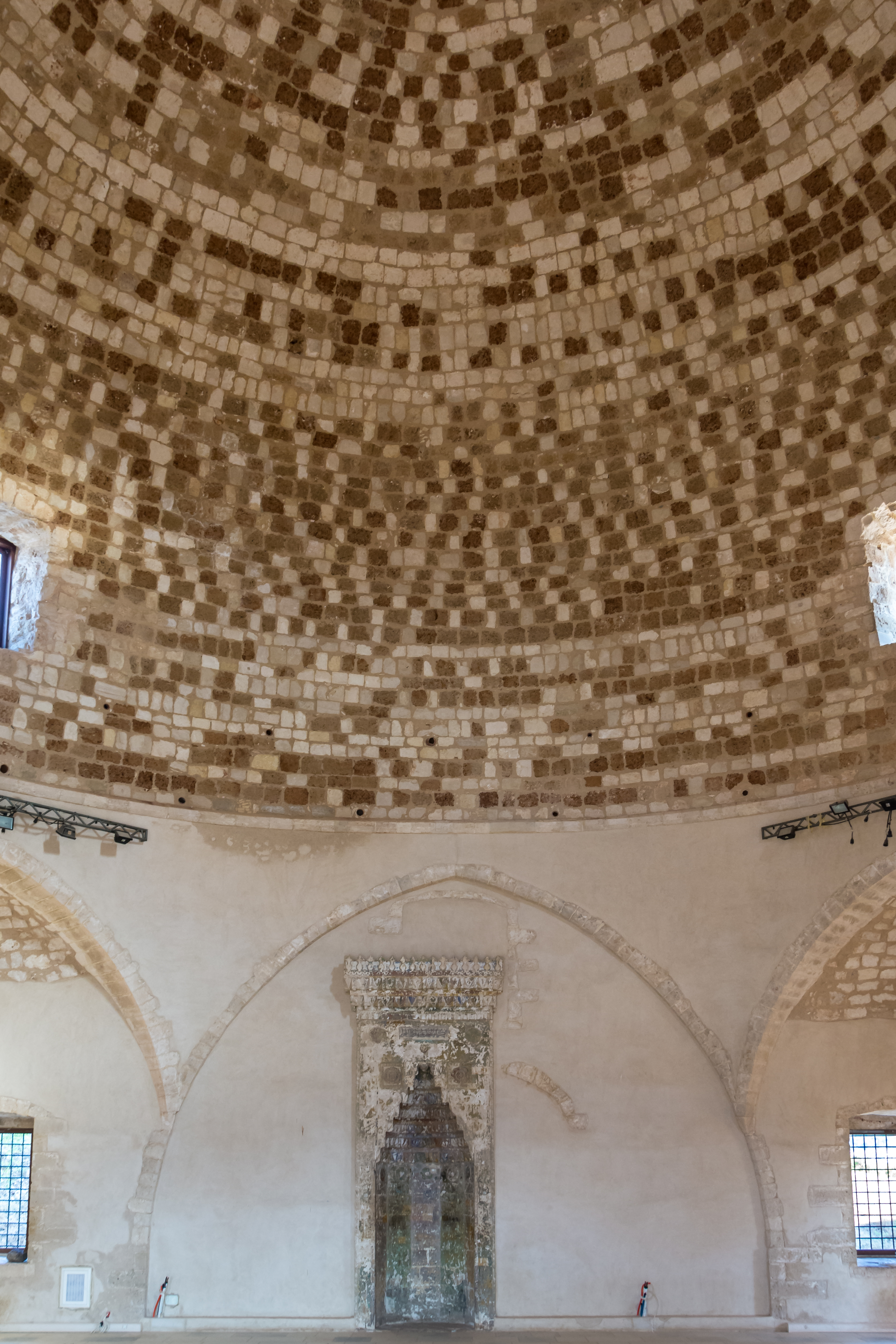
Le mihrab et la coupole.

L'édifice est construit sur le site de la cathédrale vénitienne, une église édifiée entre 1583 et 1585 et dédiée à Nicolas de Myre. Les Vénitiens y transfèrent le siège de la cathédrale à la suite de la destruction complète de l'église précédente lors de l'invasion de 1571. En 1585, l'évêque successeur Carrara refuse de célébrer des messes au sein de l'église, sous prétexte que celle-ci n'est pas équipée de manière adéquate et que l'espace y est trop étroit.
Peu de temps après la conquête de la ville de Réthymnon (en) par les Ottomans en 1646, ceux-ci procèdent à la démolition de l'église et à la construction, en son emplacement, de la mosquée, dédiée au sultan Ibrahim Ier, dotée d'un dôme de grande taille et imposant,,. En 1971, le complexe devient la propriété du dème de Réthymnon ; au cours de la période entre 2002 et 2004, il fait l'objet de travaux de restauration sous la direction de l'Éphorie des antiquités byzantines et, aujourd'hui, est utilisé en tant que de lieu d'expositions.

## Architecture
Le dôme de la mosquée est d'un diamètre de 11 mètres, tandis qu'il repose sur un total de huit arcs,. Aujourd'hui, les triangles sphériques formés dans les coins par les arcs des quatre murs sont encore visibles, ainsi que l'arc surplombant l'entrée. Par ailleurs, le mihrab orné de reliefs élaborés, ainsi que les fondations du minaret démoli situées à l'intérieur de l'édifice, sont également encore visibles. Le minaret, autrefois situé à l'angle nord-ouest de l'église/mosquée, s'effondre au début du XXe siècle et n'est jamais reconstruit.